# Germán Leguía
Germán Carlos Leguía Dragó (Lima, 1954. január 2. –) válogatott perui labdarúgó, középpályás.

## Pályafutása

### Klubcsapatban
1974–75-ben a Lawn Tennis, 1976–77-ben a Deportivo Municipal, 1978 és 1983 között az Universitario labdarúgója volt. 1983 és 1989 között külföldön játszott. 1983 és 1985 között a spanyol Elche, 1985–86-ban a nyugatnémet 1. FC Köln, 1986-ban a belga Beveren, 1987-ben a portugál Farense játékosa volt. 1988–89-ben Ecuadorba szerződött, a Macará, és az Aucas csapatában szerepelt. 1989-ben hazatért. 1989–90-ben ismét az Universitario labdarúgója volt. 1991-ben a Sport Boys együttesében fejezte be az aktív labdarúgást. Az Universitarióval két bajnoki címet nyert.

### A válogatottban
1978 és 1983 között 31 alkalommal szerepelt a perui válogatottban és három gólt szerzett. Részt vett az 1978-as argentínai és az 1982-es spanyolországi világbajnokságon.

## Sikerei, díjai
Peru
- Copa América
  - bronzérmes (2): 1979, 1983

 Universitario
- Perui bajnokság
  - bajnok (2): 1982, 1990